# Microscapha californica
Microscapha californica là một loài bọ cánh cứng trong họ Tetratomidae. Loài này được Barrett miêu tả khoa học đầu tiên năm 1928.